# Wedding Dash
Wedding Dash è un videogioco di strategia e gestionale pubblicato dalla PlayFirst e sviluppato dalla ImaginEngine. È stato distribuito nel settembre 2007 come spin-off della serie di videogiochi Diner Dash, che ha riscontrato molto successo.
Il giocatore gioca nei panni di Quinn, una giovane ragazza, organizzatrice di matrimoni. In ogni livello il giocatore aiuta la coppia che si deve sposare nella scelta di tutti i dettagli come il cibo, la luna di miele, il colore delle tovaglie ecc.
Una volta organizzato il tutto, il giocatore deve assicurare agli sposi un matrimonio perfetto: dovrà quindi evitare i disguidi che potrebbero rovinare la festa, e oltre a questo Quinn dovrà ovviamente servire gli invitati portandogli i vari piatti da mangiare.
Ci sono due modalità, la modalità "Carriera" e quella "Infinita". Nella prima, Quinn dovrà prestare attenzione alle richieste dei loro clienti: (il cibo, la destinazione della luna di miele, fiori e dolci.) Quinn deve inoltre evitare di far vedere alla sposa e allo sposo i disastri che potrebbero succedere durante le nozze. Nella seconda modalità, il giocatore potrà giocare all'infinito fin quando la sposa si arrabbia trasformandosi in Bridezilla. Una volta trasformata in Bridezilla, la modalità termina.

## Sequel

### Wedding Dash 2: Rings Around the World
In questo sequel vengono apportate alcune modifiche. Il giocatore si alterna tra Quinn (l'organizzatrice di matrimoni), e Joe il fotografo. Oltre a far passare agli sposi un ottimo matrimonio senza particolari disastri, il giocatore deve anche scattare foto agli ospiti. Nella modalità "infinita" il giocatore deve giocare fin quando lo sposo non si arrabbia e si trasforma in "Groom Kong".
In questo sequel Quinn è stata invitata dal Sig. Bigger, proprietario di catene alberghiere di tutto il mondo, a partecipare ad un concorso per vedere chi è il miglior organizzatore di matrimoni, in modo che poi il vincitore possa organizzare il matrimonio della propria figlia. In questo gioco andremo in 5 località diverse: le Cascate del Niagara, la Foresta Amazzonica, il Deserto Arabico, un resort di ghiaccio in Finlandia, e il villaggio reale della Thailandia. In seguito Quinn scopre che uno dei concorrenti starà barando e che Joe il fotografo si innamorerà della figlia del Sig. Bigger.

### Wedding Dash: Ready, Aim, Love!
In questo gioco i disegni sono un po' cambiati, e ora il giocatore avrà un budget per comprare decorazioni e dolci. Qua, Cupido dovrà colpire un elevato numero di persone prima della fine dell'anno, se no perderà il suo posto di lavoro. Quinn decide di aiutarlo, a patto che lui però colpisca Joe con una freccia e far sì che si innamori di Quinn per poi pianificare le sue nozze. Alla fine dei primi dieci livelli, si scopre che Cupido sta cercando di colpire Flo (la protagonista di Diner Dash) da mesi. Si scopre che poi Quinn, facendosi scaltra, respinge la dichiarazione d'amore di Joe anche se lo ama ancora. Il gioco si conclude con Flo che si innamora di un hamburger!

### Wedding Dash 4-Ever
La storia è incentrata sul matrimonio di Quinn e Joe.